# Santa Maria (Óbidos)
Pour les articles homonymes, voir Santa Maria.
Santa Maria est une freguesia portugaise du district de Leiria située dans la sous-région de l’Ouest.
Avec une superficie de 22,13 km2 et une population de 1 788 habitants (2001), la paroisse possède une densité de 80,8 hab/km2.